# La Lucerne-d'Outremer

La Lucerne-d'Outremer este o comună în departamentul Manche, Franța. În 1 ianuarie 2022 avea o populație de 847 de locuitori.